# Bianchi Tipo 15
Der Bianchi Tipo 15 ist ein Pkw-Modell. Hersteller war Bianchi aus Italien. Er wurde auch Bianchi 12/20 HP genannt.

## Beschreibung
Bianchi beschloss nach dem Ersten Weltkrieg, aus wirtschaftlichen Gründen ein Einheitsfahrgestell anzubieten. Darauf bauten sowohl der Tipo 15 als auch der Tipo 12 auf. Das Modell erschien 1919 und löste zusammen mit dem Tipo 12 den Tipo S ab.
Der Vierzylindermotor war in Monoblockbauweise ausgeführt. Er war wassergekühlt und hatte SV-Ventilsteuerung. 70 mm Bohrung und 110 mm Hub ergaben 1693 cm³ Hubraum. In einem deutschsprachigen Katalog waren 26 PS bei 2400 Umdrehungen in der Minute angegeben.
Standard für die damalige Zeit war Frontmotor mit Kardanantrieb zur Hinterachse. Das Getriebe hatte vier Gänge.
Das Fahrgestell hatte 276 cm Radstand und 126 cm Spurweite. Als Höchstgeschwindigkeit waren je nach Karosserie 75 bis 80 km/h angegeben. Bekannt sind viertürige Limousine, ein Roadster sowie Tourenwagen mit zwei und vier Türen. Die Unterschiede zum Tipo 12 lagen insbesondere in den angebotenen Karosserien.
1922 endete die Produktion. Der Tipo 16 folgte.
Ein Fahrzeug ist in einer italienischen Privatsammlung erhalten geblieben.